# Prunus ceylanica
Prunus ceylanica es una especie de planta fanerógama perteneciente a la familia  Rosaceae. Es endémica de Sri Lanka. Se encuentra en peligro de extinción por pérdida de hábitat.

## Taxonomía
Prunus ceylanica fue descrita por Friedrich Anton Wilhelm Miquel y publicado en Blumea 13(1): 52–55, en el año 1965.
Etimología
Ver: Prunus: Etimología
ceylanica: epíteto geográfico que alude a su localización en Ceilán.
Sinonimia
- Polydontia ceylanica Wight
- Pygeum acuminatum Colebr.
- Pygeum cochinchinense J.E.Vidal
- Pygeum gardneri Hook.f.
- Pygeum glaberrimum Hook.f.
- Pygeum parviflorum Craib
- Pygeum parvifolium (Hook.f.) Koehne
- Pygeum plagiocarpum Koehne
- Pygeum sisparense Gamble
- Pygeum tenuinerve Koehne
- Pygeum wightianum Blume
- Pygeum wightianum var. parvifolium Thwaites
- Pygeum wightianum var. parvifolium Thwaites ex Hook.f.
- Pygeum zeylanicum Gaertn.[4][5]